# 圣梅尔埃格利斯 (旧市镇)
圣梅尔埃格利斯（法語：Sainte-Mère-Église，法語發音：[sɛ̃t mɛʁ eɡliz]）是法国芒什省的一个旧市镇，属于瑟堡区。2016年，圣梅尔埃格利斯与市镇伯兹维尔欧普兰、谢夫迪蓬、埃科克内欧维尔和富卡尔维尔合并为新的圣梅尔埃格利斯。

## 地理
圣梅尔埃格利斯（49°24'32"N, 1°19'4"W）面积17.68 平方千米，位于法国诺曼底大区芒什省，该省份为法国西北部沿海省份，西、北、东北三面环大西洋，东起顺时针与卡爾瓦多斯省、奧恩省、马耶讷省和伊勒-维莱讷省接壤。
与圣梅尔埃格利斯接壤的市镇（或旧市镇、城区）包括：埃科克内欧维尔、谢夫迪蓬、昂夫勒维尔、伯兹维尔欧普兰、卡尔克比、弗雷维尔、讷维尔欧普兰、皮科维尔、拉沃诺维尔、塞伯维尔、蒂尔克维尔。

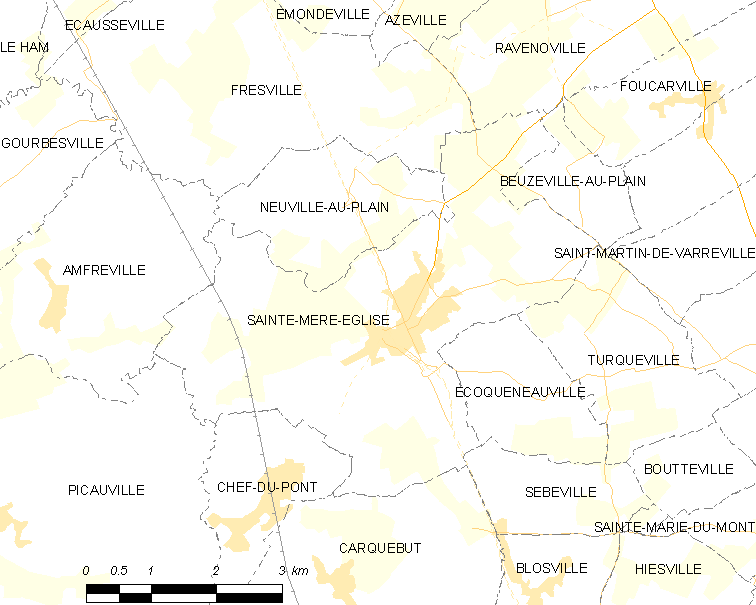
的OSM定位图

圣梅尔埃格利斯的时区为UTC+01:00、UTC+02:00（夏令时）。

## 行政
圣梅尔埃格利斯的邮政编码为50480，INSEE市镇编码为50523。

## 政治
圣梅尔埃格利斯所属的省级选区为卡朗唐莱马赖县。

## 人口

1962-2008年间人口变化图示

圣梅尔埃格利斯于2018年1月1日时的人口数量为1604人。